# Nature Reviews Cancer
Nature Reviews Cancer (abrégé en Nat. Rev. Cancer) est une revue scientifique qui publie des articles de revue spécialisés dans la recherche sur le cancer.